# Warlock
Para el personaje de ficción, ver Adam Warlock
Warlock fue un grupo de música heavy metal originario de la ciudad alemana de Düsseldorf, originalmente formado en 1982. Al final de los años 80, su cantante Doro Pesch era el único miembro original que permanecía en la banda, y forma el grupo Doro, una banda que era esencialmente una continuación de Warlock bajo un nombre diferente. El grupo Doro tiene varias canciones clásicas de Warlock en su repertorio.

## Biografía
Warlock empieza en 1983 tocando en diversos clubs alemanes. Después de grabar una demo y enviarla a varias discográficas, el grupo obtiene un contrato con el sello discográfico belga Mausoleum.
La formación original (Doro Pesch a la voz, Peter Szigeti y Rudy Graf en las guitarras, Frank Rittel al bajo Michael Eurich en la batería) graba los álbumes Burning the Witches ( 1984) y Hellbound (1985), haciendo giras por toda Europa para promocionar los lanzamientos. A principios de 1985, Warlock firma un contrato con la discráfica Phonogram.
Ese mismo año, durante la gira del álbum Hellbound, el guitarrista Rudy Graf deja el grupo y es reemplazado por Niko Arvanitis (ex-Stormwind).
True As Steel se publica el 18 de agosto de 1986 y consigue un gran éxito en las radios de Estados Unidos gracias al sencillo Fight For Rock. Después de la salida de este álbum, sale su primer video musical para la MTV, para la canción "Fight For Rock". En agosto de 1986, Warlock abre el festival Monsters Of Rock en Mannheim, en la antigua Alemania Occidental. Def Leppard, Ozzy Osbourne y Dio también tocaron y Scorpions fueron los cabezas de cartel.
Al terminar la gira del álbum True As Steel, el bajista Frank Rittel deja la banda, y es sustituido por Tommy Henriksen. El guitarrista Peter Szigeti también abandona y cede el puesto a Tommy Bolan (ex-Armed Forces). Warlock lanza su cuarto álbum, Triumph And Agony, el 5 de septiembre de 1987. Fue su último álbum.
El grupo realiza su primer primera y única gira por los Estados Unidos, haciendo de teloneros a Megadeth junto a Sanctuary. En esa gira tocaron en muchos conciertos con otros grupos, como Fates Warning, Sword y Lillian Axe. El grupo se escinde en 1988.
El batería Michael Eurich y el guitarrista Niko Arvanitis son reemplazados por Bobby Rondinelli (ex-Rainbow) y Jon Levin, respectivamente. Como Doro Pesch era el único miembro original que aún continuaba en el grupo, opta por no continuar usando el nombre de Warlock, tocando bajo el nombre de Doro a partir de ese momento. Actualmente, Doro está en activo y aún utiliza material de Warlock.

## Discografía

### Álbumes
- Burning the Witches (1984)
- Hellbound (mayo de 1985)
- True as Steel (agosto de 1986)
- Triumph and Agony (septiembre de 1987)

### Singles & EP
- "Without You / Burning the Witches" (1984)
- "All Night / Hellbound" (1985)
- "You Hurt My Soul (On and On) / Evil / Turn It On" (EP, 1986)
- "All We Are / Three Minutes Warning" (1986)
- "East Meets West / I Rule the Ruins" (1987)
- "Für Immer / Metal Tango" (1987)

### Demos
- 1983 Demo (1983)
- Mausoleum Demo (1983)

### Recopilatorios
- Rare Diamonds (1991)
- Earth Shaker Rock (1998)

### Bootlegs
- Metalbound (LP, directo grabado el 14 de septiembre de 1985) (1985).
- More Doro Power (LP, directo grabado el 11 de diciembre de 1985) (1986).
- Ready For Promotion (LP, directo grabado el 16 de agosto de 1986) (1986).
- The Last Witch (LP, directo) (1987).
- True As Steel + Triumph and Agony (CD, lanzado en Rusia, 2 álbumes en un CD) (2001).
- Music Box (CD, lanzado en Rusia, recopilatorio) (2003).

## Miembros

### De 1983 a 1985
- Doro Pesch - Voz
- Peter Szigeti - Guitarra
- Rudy Graf - Guitarra
- Frank Rittel - Bajo
- Michael Eurich - Batería

### De 1985 a 1987
- Rudy Graf es reemplazado por Niko Arvanitis

### De 1987 a 1988
- Doro Pesch - Voz
- Niko Arvanitis - Guitarra
- Tommy Bolan - Guitarra
- Tommy Henriksen - Bajo
- Michael Eurich - Batería